# Save a Prayer
A Save a Prayer a Duran Duran new wave együttes hatodik kislemeze, amely 1982. augusztus 9-én jelent meg, a harmadik kislemezként a Rio (1982) című albumukról. Az időben a Duran Duran legnagyobb slágere lett, a Brit kislemezlistán második helyig jutott, csak a Survivor Eye of the Tigerje teljesített jobban.
Eredetileg nem jelent meg kislemezként az Egyesült Államokban, de a videóklipje nagyon népszerű volt az MTV-n. A dalt végül 1985 januárjában adták ki Amerikában, ahol a Billboard Hot 100-on a 16. helyet érte el.

## Kompozíció
A dalt Andy Taylor és Nick Rhodes kezdte el készíteni, majd egy szekvenszer-szám köré építették. Simon Le Bon írta a dalszöveget, miközben az együttes turnézott. A dal szövege két ember véletlen találkozását írja le, amelyből egy egyéjszakás kaland lesz. Le Bon azt mondta, hogy a szöveg „realisztikus, nem romantikus.” Az énekes szerint a dal refrénjét Gordon Lightfoot If You Could Read My Mind folkdala alapján szerezték.
A dal versszakai D-mollban íródtak, míg a refrén B-moll. Egy arpeggio szintetizátorral kezdődik, amely végig hallható a dal hátterében.

## Videóklip

### Forgatás
A dal videóklipjét Russell Mulcahy vette fel Srí Lanka dzsungeljeiben, tengerpartjain és templomaiban, 1982 áprilisában. Forgattak az ókori Szigirija erőd tetején, a polonnaruvai buddhista templomban és a sziget északi partján. 
A felvételek sok nehézséggel jártak. Simon Le Bon, illetve Roger és John Taylor már elutaztak a forgatási helyszínre, mikor Andy Taylor és Nick Rhodes Londonban fejezték be a Rio és a B-oldalak keverését. Az utóbbi kettő ruhájukat se tudták leváltani mielőtt elutaztak, Rhodes ugyanabban a bőrkabátban érkezett meg a szigetre, amelyet a londoni rossz időben viselt.
Mikor megérkeztek Colombóba, a hőmérséklet nagyon magas volt. Taylor azt mondta Rhodesnak, kinek öltözete nem volt az időjáráshoz megfelelő, hogy nem sokára megérkeznek hoteljükbe és átöltözhetnek. A sofőrjük, aki egy lapos rakfelületű kocsiban várta őket, elmondta nekik, hogy öt óra lesz, mire a hoteljükhöz érnek, Kandiba, az ország közepében.
Az elefántokkal forgatott jelenet közben egy női elefánt egy szokatlan hangot adott ki, amelyet az egyik helyszínen forgató személy felvett és visszajátszott. Kiderült, hogy ez annak a párzási hangja volt, amelynek következtében az elefánt, amely Roger Taylort hordozta, elkezdett lefele rohanni egy leejtőn egy nőstényhez.
Mikor egy lagúna fölött forgattak, a részeg Andy Taylor leesett a szikláról és a vízbe esett. Véletlenül lenyelt valamennyit és kórházba kellett kerülnie az együttes ausztráliai turnéjának idején, mert elkapott egy trópusi vírust. A tagok először nem voltak hajlandóak leforgatni a jelenetet, amelyben az egyik elefánt vizet locsol rájuk, annak homoerotikus üzenete miatt. A döntés végül John Taylorra esett, mert ő volt az együttes szépfiúja. Ő 2012-ben az élményről a következőt mondta: „Nem érdekelt. Imádtam. Az egyik legmegbecsültebb emlékem.”
Andy Taylor azt mondta, hogy a templomnál a forgatás nagyon feszült volt, mivel az ország egy polgárháború küszöbén volt és a szerzetesek éppen vezetőjükre vártak, hogy beszédet mondjon a gyűlés előtt. A templom vallási fontossága miatt az együttes nem viselt cipőt a forgatás idején, gyakran megégetve magukat a köveken, amelyeken álltak. Az utolsó jelenetek felvételei alatt a dalszöveg helyett azt ordították, hogy „Baszd meg Russell!” Egy jelenet leforgatásáért Le Bont és Rhodest egy helikopterről eresztették le a hegytetőre, mivel a jármű nem tudott leszállni a sziklákon.

### Koncertfim
A dal koncerten felvett verzióját 1985-ben adták ki, amelyet Le Bon Marvin Gaye emlékére adott elő, akit a felvételi előtt lelőttek, 1984 áprilisában. A videót a Duran Duran oaklandi (Kalifornia) fellépésén vették fel az Arena (An Absurd Notion) koncertfilmhez.

## Verziók listája
A Save a Prayer brit kiadásának a B-oldala általában a Hold Back the Rain volt.
1. Save a Prayer [Single Version] – 5:24
2. Save a Prayer [Album Version] – 5:33
3. Save a Prayer [Video Version] – 6:03
4. Save a Prayer [Australian Promo Edit] – 4:10
5. Save a Prayer [Brazilian Edit] – 4:04
6. Save a Prayer [US Single version] – 3:44
7. Save a Prayer [Special Edited version] – 3:55
8. Save a Prayer [Japanese Single version] – 4:00

Verziók közötti különbségek
- Single Version: 4:35-nél a Save a prayer 'til the morning after sort négyszer ismétlik meg.
- Album Version: 4:35-nél a Save a prayer 'til the morning after sort hatszor ismétlik meg.
- Video Version: 4:41-nél a Save a prayer 'til the morning after sort tizenkétszer ismétlik meg.
  - a szintetizátorszólót négyszer ismétlik meg az intróban, míg az album és a kislemez verzión csak kétszer

## Számlista
| 7: EMI. / EMI 5327 Egyesült Királyság 1. Save a Prayer – 5:25 2. Hold Back the Rain (Remix) – 3:58 12: EMI. / 12 EMI 5327 Egyesült Királyság 1. Save a Prayer – 5:25 2. Hold Back the Rain (12'' Remix) – 7:05 7: Capitol Records. / B 5438 Egyesült Államok 1. Save a Prayer – 3:45 (US Single version) 2. Save a Prayer (From the Arena) – 3:35 - A második dal egy újradolgozott verzió az Arena albumról. | 12: EMI Electrola. / 1C K 060 2005036 Európa 1. Save a Prayer – 5:25 2. Save a Prayer (From the Arena) – 6:11 3. Careless Memories (From the Arena) – 4:06 - A második és harmadik dal az Arena albumról. 7: EMI. / EMI 1A 006-64953 Hollandia 1. Save a Prayer – 5:32 2. Hold Back the Rain (Remix) – 3:56 CD: A Singles Box Set 1981–1985 részeként 1. Save a Prayer (7 Edit) – 5:25 2. Hold Back the Rain (Remix) – 3:56 3. Hold Back the Rain (12'' Remix) – 7:05 |

## Közreműködő előadók
Duran Duran
- Simon Le Bon – ének, akusztikus gitár (koncert)
- Nick Rhodes – billentyűk, szintetizátor
- John Taylor – basszusgitár, háttérének
- Roger Taylor – dobok
- Andy Taylor – gitár, háttérének

Utómunka
- Colin Thurston – producer és hangmérnök

## Slágerlisták

### Heti slágerlisták
| Slágerlista (1982)             | Legmagasabb pozíció |
| ------------------------------ | ------------------- |
| Ausztrália (Kent Music Report) | 56                  |
| Belgium (Ultratop 50 Flanders) | 40                  |
| Írország (IRMA)                | 2                   |
| Új-Zéland (Recorded Music NZ)  | 35                  |
| Brit kislemezlista (OCC)       | 2                   |

| Slágerlista (1982)       | Pozíció |
| ------------------------ | ------- |
| Brit kislemezlista (OCC) | 36      |

## Koncertfelvétel
A Save a Prayer (Live) a negyedik szám a Duran Duran Arena (1984) című albumáról. A Capitol Records ezzel együtt kiadta a Save a Prayer kislemez egy újradolgozott verzióját (US Single Version megnevezéssel) az Egyesült Államokban, 1985 januárjában. A kislemez 16. helyig jutott a Billboard Hot 100-on.
A dal mellé kiadtak egy videót is, amelyet az 1984-es Arena koncertfilmből vágtak ki.

### Slágerlisták
| Slágerlista (1985)                          | Legmagasabb pozíció |
| ------------------------------------------- | ------------------- |
| Belgium (Ultratop 50 Flanders)              | 19                  |
| Kanada Top Singles (RPM)                    | 17                  |
| Európa (European Hot 100 Singles)           | 82                  |
| Hollandia (Dutch Top 40)                    | 19                  |
| Hollandia (Single Top 100)                  | 17                  |
| US Billboard Hot 100                        | 16                  |
| US Cash Box Top 100                         | 19                  |
| Nyugat-Németország (Official German Charts) | 27                  |

## További megjelenések
- 1984: Arena
- 1987: The Secret Policeman's Third Ball
- 1987: Now Smash Hits
- 1989: Decade
- 1993: Ordinary World kislemez
- 1998: Greatest
- 1999: Now That's What I Call Music!: 1982
- 2001: Rio (újrakiadás)
- 2003: Singles Box Set 1981–1985
- 2004: The Singles 1986–1995
- 2005: Live from London
- 2009: Rio (2CD Collector's Edition)
- 2009: Live at Hammersmith '82!
- 2018: ŰrDongó
- 2021: Szexoktatás (3. évad, 2. epizód)[20]